# نجم رصاصي
النجم الرصاصي، هو نوع من النجوم فقير بالعناصر المعدنية، لكنه يحوي كميات أكبر من المعتاد من الرصاص والبزموت، وذلك مقارنة بنواتج عمليات أس الأخرى.